# Байерский, Адам
Адам Байерский (пол. Adam Bajerski, 27 мая 1966, Цешин) – польский кинооператор.

## Биография
Окончил Высшую киношколу в Лодзи  (1992). Снимал рекламные ролики, участвовал в съемках телесериалов. Операторский дебют в кино – короткометражный фильм Анджея Якимовского Реверберация (1991). Впоследствии работал с А. Якимовским на всех его картинах. Снимает как художественные, так и документальные ленты.

## Фильмография
- 1991:  Реверберация/ Pogłos (А. Якимовский, короткометражный)
- 1994: Pokój Anny (Эва Гаулис)
- 1995: Miasto Cieni (А. Якимовский, документальный)
- 1997:  Львы Вестерплатте 1989-1996/ Lwy Westerplatte 1989-96 (Кшиштоф Пульковский, документальный)
- 1998:  Волчья улица, дом 32/ Wilcza 32 (А. Якимовский, документальный)
- 2000: Przybysze (Магдалена Пекож, документальный)
- 2002: Зажмурь глаза/ Zmruz oczy (А. Якимовский, специальная премия жюри на МКФ Camerimage, премия Фестиваля польского кино за лучшую операторскую работу)
- 2004: Spam (Радослав Хендель)
- 2005: Кароль. Человек, ставший Папой Римским/ Karol, un uomo diventato Papa (Джакомо Баттиато)
- 2005: Solidarność, Solidarność (эпизод  Bag, А.Якимовский)
- 2007: Штучки/ Sztuczki (А.Якимовский, Золотая лягушка, премия Фестиваля польского кино)
- 2008: Сердце на ладони/ Serce na dloni (Кшиштоф Занусси)
- 2008: Псалом 51/ Psalm 51 Кшиштоф Стасяк, документальный)
- 2010: Mała matura 1947 (Януш Маевский)
- 2012: Только представь!/ Imagine (А.Якимовский, номинация на Золотую лягушку)
- 2013: Путь через лабиринт – композитор Кшиштоф Пендерецкий/ Wege Durchs Labyrinth - Der Komponist Krzysztof Penderecki (Анна Шмидт, документальный)
- 2014: Карусель/ Karuzela (Роберт Вихровский)